# Calvisia coerulescens
Calvisia coerulescens är en insektsart som beskrevs av Ludwig Redtenbacher 1908. Calvisia coerulescens ingår i släktet Calvisia och familjen Diapheromeridae. Inga underarter finns listade.